# Henrik Cederschiöld (militär)
Per Henrik Rudolf Cederschiöld, född 20 maj 1842 i Stockholm, död där 11 december 1908, var en svensk konstnär och militär (ryttmästare vid Livregementets dragoner och major i armén).
Han var son till auditören Robert Teofron Cederschiöld och Ulrika Matilda Widman samt från 1871 gift med Amelie Hilda Maria Sterky (1853–1934). Cederschiöld studerade konst vid Konstakademin i Stockholm 1865 och 1868 samt i München. Hans konst består huvudsakligen av porträtt och hästbilder utförda i akvarell. Cederschiöld finns representerad vid Norrköpings konstmuseum. Makarna Cederschiöld är begravda på Solna kyrkogård.